# Gąsówka fioletowawa

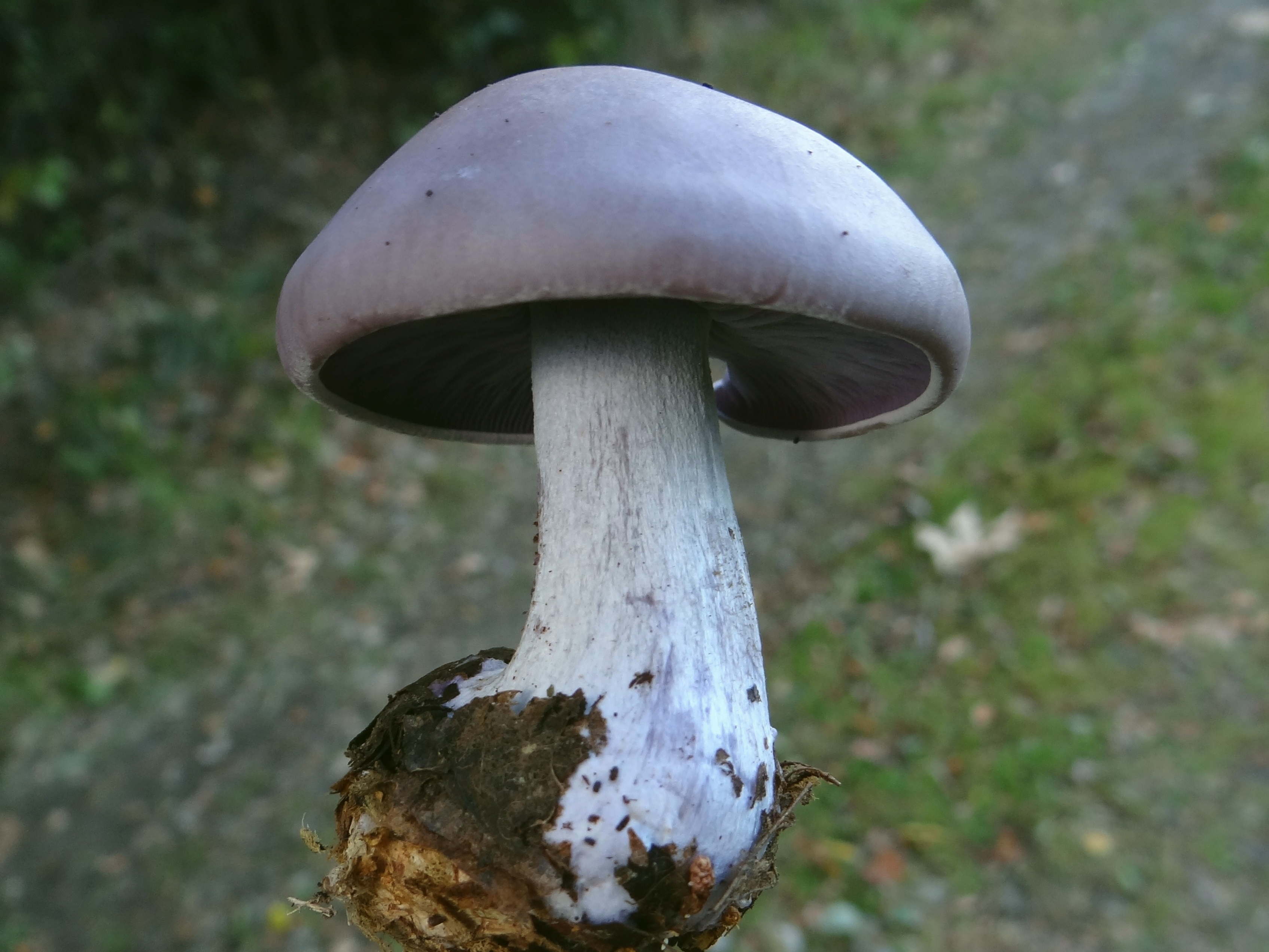
Młody okaz

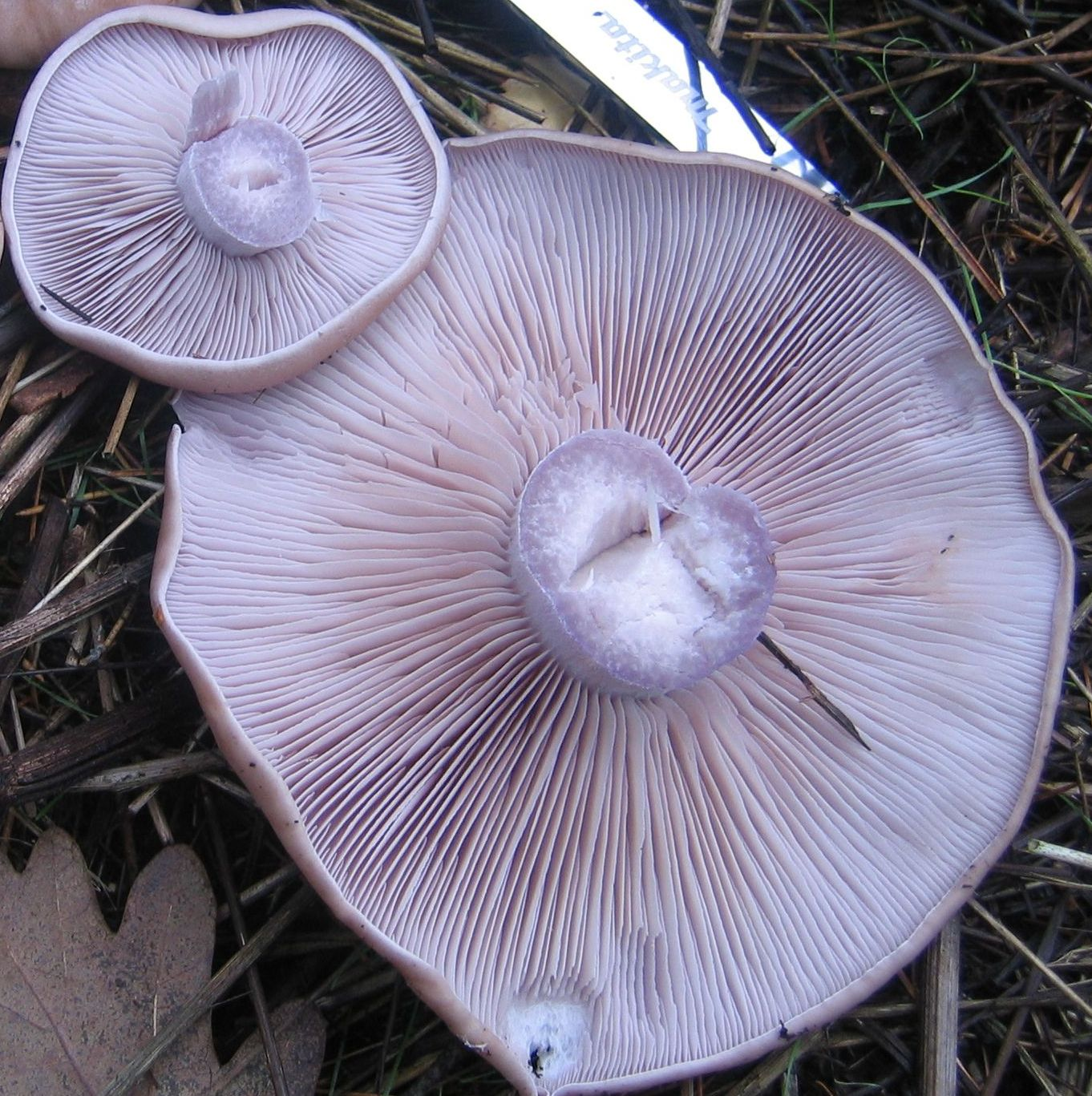
Blaszki gąsówki fioletowawej

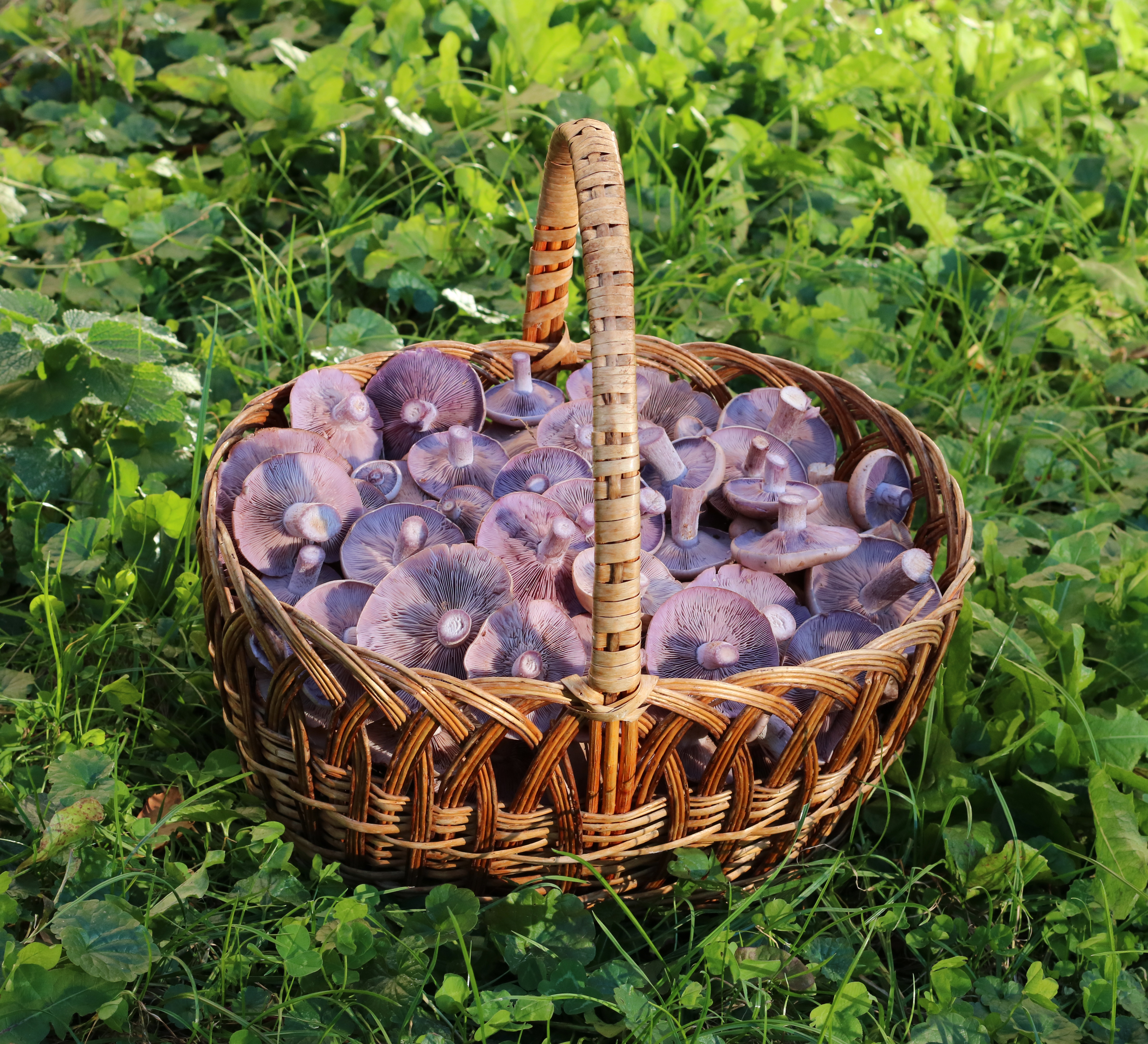

Gąsówka fioletowawa (Lepista nuda (Bull.) Cooke) – gatunek grzybów należący do rzędu pieczarkowców (Agaricales).

## Systematyka i nazewnictwo
Pozycja w klasyfikacji według Index Fungorum: Lepista, Incertae sedis, Agaricales, Agaricomycetidae, Agaricomycetes, Agaricomycotina, Basidiomycota, Fungi.
Po raz pierwszy zdiagnozował go w 1790 r. Jean Baptiste François Bulliard, nadając mu nazwę Agaricus nudus. Obecną, uznaną przez Index Fungorum nazwę nadał mu Mordecai Cubitt Cooke w 1871 r.
Niektóre synonimy:

- Agaricus bicolor Pers.
- Agaricus bulbosus Bolton
- Agaricus nudus Bull.
- Agaricus nudus var. majus Cooke
- Clitocybe nuda (Fr.) H.E. Bigelow & A.H. Sm.
- Cortinarius bicolor (Pers.) Gray
- Cortinarius nudus (Bull.) Gray
- Gyrophila nuda (Fr.) Quél.
- Lepista nuda f. gracilis Noordel. & Kuyper
- Lepista nuda var. pruinosa (Bon) Bon ex Courtec.
- Lepista nuda var. pruinosa Poisy
- Rhodopaxillus nudus (Bull.) Maire
- Rhodopaxillus nudus var. pruinosus Bon
- Tricholoma nudum (Bull.) P. Kumm.
- Tricholoma nudum var. lilaceum Quél.
- Tricholoma nudum var. majus Cooke[2].

Nazwę polską podał Władysław Wojewoda w 2003. W polskim piśmiennictwie mykologicznym gatunek ten opisywany był też jako gąska naga, bedłka naga, gąsówka naga, gąsówka fioletowa. Nazwy ludowe: gąska naga, bedłka fioletowa, rycerzyk fioletowy, gąska fioletowa, gąska psia, gąska dzika, członka naga, członka psia, słonka.

## Morfologia
Kapelusz
Średnicy 5–14 cm, za młodu długołukowaty z podwiniętym brzegiem, później staje się lekko wypukły lub płaski. Skórka naga, gładka, niechłonąca wody. W młodym owocniku kapelusz jaskrawofioletowy, później różowofioletowy, w dojrzałym brązowofioletowy lub czerwonobrązowy, na starość staje się ochrowy.
Blaszki
Za młodu bardzo fioletowe, potem brązowoochrowe, gęste, cienkie, wycięte z ząbkiem.
Trzon
Wysokość 5–10 cm, grubość 1–3 cm, cylindryczny, pełny, z wierzchu trochę włókienkowato-kosmkowaty, u nasady przeważnie maczugowato zgrubiały i fioletowo-pilśniowy. Powierzchnia najpierw jaskrawofioletowa, później szarofioletowa.
Miąższ
Mięsisty, za młodu twardy, fioletowy, w dojrzałym owocniku miękki, kremowy. Smak nieznaczny, przyjemny, zapach charakterystycznie, przyjemnie korzenny, rzadko bez zapachu.
Wysyp zarodników
Biały z lekkim różowym odcieniem. Zarodniki o średnicy 6–8 × 4–5 µm, szeroko elipsoidalne, lekko brodawkowate, bezbarwne.
Gatunki podobne
Ze względu na fioletowe zabarwienie gąsówka fioletowawa jest łatwo rozróżniana od innych grzybów. Podobna jest gąsówka brudnofioletowa (Lepista sordida), jednak jest od niej dużo mniejsza. Laicy mogą pomylić z niejadalnym zasłonakiem wonnym (Cortinarius traganus), który ma żółty, gorzki i brzydko pachnący miąższ oraz rdzawobrunatną zasnówkę (lub jej resztki). Może też być pomylona z zasłonakiem fioletowym (Cortinarius violaceus).

## Występowanie i siedlisko
Występuje na całej półkuli północnej w strefie klimatu umiarkowanego, ale również w Australii i Afryce. W Europie Środkowej jest pospolita. 
Grzyb naziemny, saprotrof. Najczęściej rośnie na ściółce w lasach bukowych i świerkowych, ale czasami spotykana jest także na łąkach, czy nawet pryzmach kompostowych. Zazwyczaj owocniki pojawiają się późno, pod koniec sezonu grzybowego, czasami jednak można je spotkać wczesną wiosną. Zazwyczaj występuje w grupach, czasami nawet tworzy tzw. czarcie kręgi.

## Znaczenie
Dobry grzyb jadalny, nadaje się zwłaszcza do marynowania w occie. Rzadko robaczywieje. Nie nadaje się do jedzenia na surowo. Zawiera truciznę rozkładającą czerwone ciałka krwi, prawdopodobnie podczas gotowania czy smażenia trucizna ta ulega rozkładowi i dzięki temu po zabiegach termicznych grzyb jest jadalny.